# Ярков, Яков Ермолаевич
Яков Ермолаевич Ярков (1899—1937) — советский государственный деятель, председатель Коми-Пермяцкого окрисполкома (1930—1933).
Родился 13.03.1899 в д. Александрово (позднее — Кудымкарский район, Молотовская область) в крестьянской семье. Коми-пермяк. Член РКП(б) с 1927 г.
Окончил городское училище и сельскохозяйственное училище, агроном.
Послужной список:
- апрель 1918 — август 1918 помощник агронома Усольского уездного земельного отдела
- сентябрь 1918 — сентябрь 1919 — рядовой 451-го стрелкового полка 51-й дивизии РККА
- сентябрь 1919 — декабрь 1923 — агроном Усольского уездного земельного отдела
- январь — декабрь 1924 — агроном Верхне-Камского окружного земельного отдела
- декабрь 1924 — октябрь 1925 — агроном Нердвинского районного земельного отдела
- ноябрь 1925 — октябрь 1926 — агроном Коми-Пермяцкого окружного земельного управления
- октябрь 1926 — июнь 1928 — председатель Коми-Пермяцкого окрселькредсоюза
- июнь 1928 — январь 1930 — зав. Коми-Пермяцким окружным земельным управлением
- 9 января 1930 — 8 декабря 1933 — председатель Коми-Пермяцкого окрисполкома.

Последнее место работы и должность — зоотехник Окрзерно.
Арестован 10 июня 1937 г. и 25 ноября того же года расстрелян.